# Hypecoum alpinum
Hypecoum alpinum là một loài thực vật có hoa trong họ Anh túc. Loài này được Z.X. An mô tả khoa học đầu tiên năm 1998.